# Bundessozialhilfegesetz
Das Bundessozialhilfegesetz (BSHG) regelte von 1962 bis 2004 Art und Umfang der Sozialhilfe für hilfebedürftige Einwohner der Bundesrepublik Deutschland.
Das Bundessozialhilfegesetz trat am 1. Juni 1962 in Kraft und löste die aus dem Jahr 1924 stammenden Reichsgrundsätze über Voraussetzung, Art und Maß der öffentlichen Fürsorge (RGr) und die Verordnung über die Fürsorgepflicht (RFV) ab. Vorbereitet wurde das Gesetz im Bundesministerium des Innern von dem früher der NSDAP angehörenden Juristen und Leiter der Sozialabteilung Gerhard Scheffler.
Seit 1976 war das Bundessozialhilfegesetz Bestandteil des Sozialgesetzbuches (SGB). Seither fanden und finden die allgemeinen Regelungen des SGB (insbesondere SGB I und SGB X) auch auf die Sozialhilfe Anwendung.
Die Bestimmungen des BSHG sind ab 1. Januar 2005 von den Bestimmungen im Zwölften Buch Sozialgesetzbuch (SGB XII) abgelöst worden.

## Geschichte
Bei der Einführung des Bundessozialgesetzes hatte der Gesetzgeber die Hoffnung, dass aufgrund des Wirtschaftswunders immer weniger Menschen auf staatliche Fürsorgeleistungen angewiesen sein werden und wenn, dann nur vorübergehend. Dies sollte zunächst auch zutreffen, die Ausgaben für Leistungen für Sozialhilfe stiegen absolut nur leicht an und fielen relativ sogar, sodass die Leistungen nach und nach ausgebaut sowie Unterhaltspflichten gelockert wurden.
Das sollte sich allerdings mit dem Auftreten des Phänomens der Massenarbeitslosigkeit Ende der 70er-Jahre ändern. Lag bisher der Schwerpunkt auf persönliche Hilfen, so waren mehr und mehr Menschen auf existenzsichernde Leistungen angewiesen, die sich entgegen der gesetzlichen Konzeption zu einem Dauerzustand entwickelten. Daneben stiegen aber auch, durch den Anstieg der Anzahl der behinderten Menschen in Deutschland seit der Massenvernichtung behinderter Menschen im Nationalsozialismus, die Kosten insbesondere für die Heimunterbringung dieser Personengruppe massiv an, sodass sich der Gesetzgeber gezwungen sah, durch Gesetzesänderungen dem Kostenanstieg entgegenzusteuern. Einsparungen bei den vorrangigen Systemen der Sozialversicherung belasteten die Sozialhilfeträger zusätzlich.
Die größten Einsparungen betrafen den Regelsatz, der zwar absolut gesehen weiter erhöht wurde, die Erhöhungen aber regelmäßig hinter der allgemeinen Preisentwicklung zurückblieben. Zudem erfolgte eine Umstellung vom Warenkorbmodell zum Statistikmodell sowie die Einführung des Lohnabstandsgebots, wonach die Sozialhilfe nicht höher sein darf als der durchschnittliche Lohn einer Alleinverdienerfamilie mit drei Kindern. Um Anreize zur Selbsthilfe zu schaffen, wurden die Verpflichtungen zu Eigenbemühungen und der Aufnahme zumutbarer Arbeit ausgebaut. Die Möglichkeit der Förderung einer Ausbildung aus Mitteln der Sozialhilfe (Ausbildungshilfe) entfiel ersatzlos zugunsten vorrangiger Leistungen (BAB/Bafög). Mehrbedarfe wurden entweder gestrichen oder die Voraussetzungen verschärft.
Im Bereich der persönlichen Hilfen wurde zunächst das Wunsch- und Wahlrecht des Bedürftigen dahingehend eingeschränkt, dass ambulante Hilfen grundsätzlich vorrangig vor stationären Hilfen sind und eine stationäre Hilfe nur dann gewährt werden kann, wenn ambulante Hilfen den Bedarf des Bedürftigen nicht deckten. Dies wurde im Jahr 1996 dahingehend angepasst, dass ambulante Hilfen ausgeschlossen waren, wenn sie gegenüber einer stationären Hilfe mit unverhältnismäßigen Mehrkosten verbunden wären. Aufgrund einer bis heute geltenden Übergangsregelung haben Personen, die bereits im Jahr 1996 ambulante Hilfen ohne Verhältnismäßigkeitsprüfung erhielten, weiterhin einen uneingeschränkten Anspruch auf diese Hilfen. (§ 130 SGB XII)
Eine weitere Einsparung erfolgte durch die Einführung von Leistungsvereinbarungen zwischen den Trägern der Sozialhilfe und den Leistungserbringern, insbesondere den Betreibern vollstationärer Heime, sowie die Einschränkung des Wunsch- und Wahlrechts des Bedürftigen auf Leistungserbringer mit einer solchen Leistungsvereinbarung. Dies stärkte die Möglichkeit der Sozialhilfeträger, die Höhe der Leistungen einseitig vorzugeben und damit einen Kostendruck auf Seiten der Heimbetreiber mit der Folge eines Konkurrenzkampfes auszulösen, da Heimbetreiber ohne eine solche Leistungsvereinbarung auf dem Markt faktisch keine Chance mehr hatten.

## Grundsätze
Als Grundsätze der Sozialhilfe waren im Bundessozialhilfegesetz die individuelle Hilfe (§ 3), die Befähigung der Bedürftigen zur Selbsthilfe (§ 1 Abs. 2) und das Prinzip der Nachrangigkeit der Sozialhilfe (§ 2) festgelegt.
Wichtiger Grundsatz war der Nachrang der Sozialhilfe: Eigenes Vermögen musste vorrangig für den Lebensunterhalt verwendet werden, Ansprüche gegenüber anderen Sozialleistungsträgern, Unterhaltsansprüche etc. mussten geltend gemacht werden, zumutbare Arbeit musste angenommen werden.

### Bedarfsdeckungsprinzip
Das Bedarfsdeckungsprinzip wurde nach der Rechtsprechung des Bundesverwaltungsgerichts auch unter dem Satz „keine Sozialhilfe für die Vergangenheit“ bekannt. Die Sozialhilfe galt nach der Rechtsprechung als eine Leistung, die eine gegenwärtige Notlage des Bedürftigen beseitigen soll. Hat der Bedürftige die Notlage in der Vergangenheit beseitigt, gleich wie, hatte er grundsätzlich keinen Anspruch auf eine rückwirkende Gewährung von Sozialhilfe für die Vergangenheit oder die Übernahme evtl. entstandener Schulden durch die Nichtgewährung der Sozialhilfe.
Eine Ausnahme machte das Bundesverwaltungsgericht dann, wenn der Sozialhilfeträger die beantragte Leistung ablehnte oder nach einer zumutbaren Bearbeitungszeit überhaupt nicht über den Antrag entschied und der Bedürftige sich diese Leistung im Wege der Selbsthilfe selbst beschaffte. Eine Ausnahme gab es dann, wenn ein Dritter in Erwartung geleistet hat, dass der Sozialhilfeträger seine Aufwendungen übernehmen würde (z. B. durch Aufnahme des Bedürftigen in ein Pflegeheim), und zwar in diesem Fall auch über den Tod des Bedürftigen hinaus.

### Bewilligung von Sozialhilfe
Nach der Rechtsprechung des Bundesverwaltungsgerichts stellte die Bewilligung von Sozialhilfe grundsätzlich keinen Verwaltungsakt mit Dauerwirkung dar, auf den sich der Bedürftige berufen konnte; die Sozialhilfe war „keine rentengleiche Dauerleistung und gleichsam täglich neu regelungsbedürftig“. Die Voraussetzungen für die Gewährung von Sozialhilfe mussten an jedem Tag der Leistungsgewährung vorliegen; war das nicht der Fall, entfiel der Anspruch von Gesetzes wegen, ohne dass es eines ausdrücklichen Aufhebungsbescheides durch den Sozialhilfeträger bedurfte. Infolgedessen gab es bei der Sozialhilfe auch keine aufschiebende Wirkung von Widerspruch und Klage gegen die Versagung laufender Leistungen.

## Leistungen
Im Bundessozialhilfegesetz wurde zwischen Hilfe zum Lebensunterhalt (laufende Hilfe sowie einmalige Beihilfen bei wirtschaftlichen Notlagen) und Hilfe in besonderen Lebenslagen (vor allem Hilfe zur Pflege und Eingliederungshilfe für behinderte Menschen) unterschieden. Der größte Unterschied bestand in der unterschiedlichen Einkommens- und Vermögensanrechnung, so wurden bei den Hilfen in besonderen Lebenslagen teilweise recht großzügige Freibeträge auf das Einkommen gewährt. Wurde Hilfe in besonderen Lebenslagen in Form stationärer Unterbringung gewährt, deckten die Leistungen den gesamten Bedarf einschließlich den Lebensunterhalt sowie einmaliger Leistungen. (§ 27 Abs. 3 BSHG)

### Hilfe zum Lebensunterhalt
Die Hilfe zum Lebensunterhalt sollte primär den notwendigen Lebensunterhalt abdecken. Zum notwendigen Lebensunterhalt gehörten nach § 12 BSHG Ernährung, Unterkunft, Kleidung, Körperpflege, Hausrat, Heizung und persönliche Bedürfnisse des täglichen Lebens, insbesondere auch eine kulturelle Teilhabe.
Der notwendige Lebensunterhalt wurde in Form von Regelsätzen gewährt, die den laufenden Lebensbedarf abdeckten. Alle Bedarfe, die keinen laufenden Bedarf darstellten, wurden als einmalige Leistung gewährt, etwa Bekleidung und Schuhe, Hausrat, Instandsetzung der Wohnung, Beschaffung von Brennstoffen, Schulbedarf, sowie Leistungen für besondere Anlässe (z. B. Weihnachtsbeihilfe). Unterkunftskosten wurden vorrangig durch das Wohngeld gedeckt, wobei seit 1991 kein separater Antrag mehr notwendig war, sondern Wohngeld zusammen mit der Hilfe zum Lebensunterhalt gewährt wurde. Im Einzelfall konnte der Sozialhilfeträger auch das Wohngeld übersteigende Kosten decken. War die Wohnung unangemessen teuer, hatte der Leistungsbezieher sechs Monate Zeit, eine angemessene Wohnung anzumieten, ansonsten wurden sämtliche Leistungen komplett eingestellt.
Bei Familien bestimmte das Amt einen Haushaltsvorstand (in der Regel der Vater), der den vollen Regelsatz erhielt. Alle anderen Haushaltsmitglieder erhielten nur 80 Prozent des Regelsatzes, minderjährige Kinder teilweise auch weniger. Jugendliche erhielten hingegen höhere Leistungen als Erwachsene, da ihnen ein sogenannter Wachstumsbedarf zugestanden wurde. Die Höhe der Regelsätze wurden durch die einzelnen Bundesländer bestimmt; das Amt konnte abweichend einen anderen Regelsatz festlegen, wenn dies aufgrund der besonderen Situation des Einzelfalls notwendig war. Für bestimmte Personengruppen waren im Gesetz pauschal Mehrbedarfe festgelegt, so etwa für Gehbehinderte, Schwangere, Alleinerziehende und Personen, die auf eine ärztlich verordnete Krankenkost angewiesen waren.
Neben dem notwendigen Lebensunterhalt gehörten zur Hilfe zum Lebensunterhalt auch die Übernahme von Kranken- und Pflegeversicherungsbeiträgen (§ 13 BSHG), die Deckung von Beiträgen für eine Sterbegeldversicherung bzw. eine Alterssicherung (§ 14 BSHG) sowie die Übernahme von Bestattungskosten (§ 15 BSHG).
Der Nachrang der Hilfe zum Lebensunterhalt äußerte sich auch in umfassenden Arbeits- und Unterhaltspflichten. Eltern und Kinder waren grundsätzlich verpflichtet, im Rahmen ihrer Unterhaltspflicht den Bedarf des Leistungsberechtigten zu decken und konnten hierzu vom Sozialhilfeträger notfalls gerichtlich herangezogen werden. Der Leistungsberechtigte selbst musste durch Aufnahme einer zumutbaren Arbeit selbst dazu beitragen, seine Bedürftigkeit zu reduzieren; weigerte er sich, konnten die Leistungen gekürzt oder im Einzelfall auch ganz gestrichen werden.
In den Anfangszeiten sah das BSHG in § 26 noch die Möglichkeit vor, Personen, die sich trotz wiederholter Aufforderung beharrlich weigerten, zumutbare Arbeit zu leisten, gegen ihren Willen in einer abgeschlossenen Anstalt (Arbeitshaus) unterzubringen. Das Bundesverfassungsgericht erklärte die gesetzliche Unterbringungsbefugnis für verfassungskonform, allerdings nur insoweit, als infolge der Arbeitsverweigerung laufende Hilfe zum Lebensunterhalt an Unterhaltsberechtigte gewährt werden musste. In diesem Fall diene die Norm dem Schutz der Allgemeinheit, da diese letztendlich den Unterhalt der Familie tragen müsse. Mit der Abschaffung des Arbeitshauses im Strafrecht und die Schließung derartiger Einrichtungen lief die Regelung zunehmend ins Leere und so wurde sie Anfang der 1970er-Jahre wieder gestrichen.

### Hilfe in besonderen Lebenslagen
Zu den Hilfen in besonderen Lebenslagen gehörten:
- Hilfe zum Aufbau oder zur Sicherung einer Lebensgrundlage
- Ausbildungshilfe (1983 entfallen)
- Hilfe bei Krankheit
- Eingliederungshilfe für behinderte Menschen
- Tuberkulosehilfe (1987 entfallen)
- Blindenhilfe
- Hilfe zur Pflege
- Hilfe zur Weiterführung des Haushalts
- Hilfe für Gefährdete (1967 vom Bundesverfassungsgericht für verfassungswidrig und nichtig erklärt)
- Hilfe zur Überwindung besonderer sozialer Schwierigkeiten
- Altenhilfe
- sonstige, nicht oben genannte Hilfen

### Einkommens- und Vermögensanrechnung
Die Vermögensfreibeträge betrugen bei der Hilfe zum Lebensunterhalt 1279 € (zuvor 2500 DM), bei den Hilfen in besonderen Lebenslagen 2301 € (zuvor 4500 DM), bei Blinden und Schwerstpflegebedürftigen (Pflegestufe III) 4091 € (zuvor 8000 DM).
Aufgrund einer Sonderregelung (§ 88 Abs. 3 Satz 3 BSHG) galt für behinderte Menschen, die in einer Werkstatt für behinderte Menschen arbeiteten, ein erhöhter Vermögensfreibetrag von 23.010 € (dem zehnfachen des Freibetrags, der sonst für Hilfen in besonderen Lebenslagen gelten würde).

### Kostenträger
Träger der Sozialhilfeleistungen waren die kreisfreien Städte und Landkreise; in bestimmten Fällen auch überörtliche Träger (beispielsweise in Nordrhein-Westfalen die Landschaftsverbände).

## Reform 2005 und vorangehende Änderungen
Mit der Neufassung des Bundessozialhilfegesetzes vom 23. März 1994 wurden in § 93 und § 94 BSHG die freien Träger, etwa Jugendverbände und Wohlfahrtsverbände, den öffentlichen Trägern gleichgestellt und ihnen teils ein Vorrang vor öffentlichen Einrichtungen gewährt. Später wurden mit der Einführung der Pflegeversicherung und dem § § 11 SGB XI mit Wirkung zum 1. Januar 1995 auch die privat-gemeinnützigen und privat-gewerblichen Träger gleichgestellt und ihnen ein Vorrang vor öffentlichen Einrichtungen eingeräumt.
Im Zuge des Hartz IV-Konzepts wurde zum 1. Januar 2005 die bisherige Arbeitslosenhilfe mit der Sozialhilfe nach dem BSHG für Arbeitssuchende und deren Angehörige zum Arbeitslosengeld II zusammengeführt. Die neuen Leistungen nach dem SGB II sind pauschaliert und betragen im Wesentlichen nur geringfügig mehr als das Niveau der bisherigen Sozialhilfe nach dem BSHG.
Das BSGH wurde durch das neue Zwölfte Buch Sozialgesetzbuch (SGB XII) abgelöst, und die bisherigen Regelungen der Sozialhilfe nach dem BSHG wurden Teil dieses Gesetzes. In das SGB XII wurde gleichzeitig die 2003 mit eigenem Gesetz (Grundsicherungsgesetz GSiG) eingeführte Grundsicherung im Alter und bei Erwerbsminderung eingefügt. Nach diesem Gesetz erhalten Menschen, die bereits älter als 65 Jahre sind und Menschen mit dauerhaft oder vorübergehender Erwerbsminderung Unterstützung. Voraussetzung für einen Leistungsbezug ist Bedürftigkeit, das SGB II erwähnt und definiert im § 9 ausdrücklich Hilfebedürftigkeit. Wer von ALG II und der Grundsicherung im Alter nicht erfasst wird, kann weiterhin Anspruch auf Leistungen der Hilfe zum Lebensunterhalt haben (Sozialhilfe nach SGB XII).
Leistungen nach den hier genannten Gesetzen sind weitgehend pauschaliert. Einzelfallbezogene Hilfen, z. B. für defektes Mobiliar oder andere Haushaltsgegenstände, werden nur noch in besonderen Fällen als Darlehen gewährt, andere Bedarfe wie die Weihnachtsbeihilfe werden nicht mehr gesondert anerkannt. Im SGB XII besteht die selten genutzte Möglichkeit, den Regelsatz bei erheblich abweichendem Bedarf abweichend höher oder niedriger zu bemessen. Im SGB II wurde die Pflicht unabweisbare ständige Sonderbedarfe zusätzlich zu berücksichtigen durch das Urteil 1 BvL 1/09 des Bundesverfassungsgerichts vom 9. Februar 2010 geschaffen und später vom Gesetzgeber übernommen.